# Mechthild von Hessen (1490–1558)
Mechthild von Hessen (* um 1490; † 6. Mai 1558) war die Tochter des Landgrafen Wilhelm I. (1466–1520) und der Anna von Braunschweig.

## Leben
Mechthild von Hessen war die Cousine des hessischen Landgrafen Philipp des Großmütigen. Ihre gleichnamige ältere Schwester verstarb noch vor Mechthilds Geburt. Wie schon ihre Schwester erhielt sie ihren Namen nach Mechthild, ihrer Großmutter väterlicherseits. Seit 1493 lebte sie im Augustinerinnen-Nonnenkloster Weißenstein, seit 1500 als Nonne. Damit schlug sie zunächst die geistliche Laufbahn ein. Nachdem die Reformation in der Landgrafschaft Hessen eingeführt worden war, wurden die Klöster aufgelöst und sie wandte sich wieder weltlichen Dingen zu. Landgraf Philipp verheiratete sie am 13. Mai 1527 mit dem Grafen Konrad von Tecklenburg-Schwerin, der als junger Adeliger am Hof des Landgrafen gedient hatte. Als Mitgift in die Ehe erhielt der Graf als hessische Lehen Teile der Grafschaft Hoya, nämlich die Ämter Uchte und Freudenberg mit dem Hauptort Bassum. Die Ehe diente zum einen der Versorgung von Mechthild, zum anderen war sie politisch motiviert und sollte die Politik Philipps und die Reformation in Westfalen stärken.

## Nachkommen
- Anna von Tecklenburg-Schwerin (* 5. Juli 1532; † 24. August 1582) ⚭ Eberwin III. von Bentheim-Steinfurt ä.L.